# Xenia de San Petersburgo
Ksenia Grigórievna Petrova (Ксения Григорьевна Петрова) (ca. 1719-1730 — ca. 1803) es una santa ortodoxa, "loca por Cristo", que vivió en el siglo XVIII en San Petersburgo durante el reinado de Isabel I y Catalina la Grande. 
Era mujer de un coronel. Después de la muerte temprana e inesperada de su marido tan amado decidió llevar la cruz de locura por Cristo. La mujer devota donó su casa y bienes, se puso el uniforme de su marido y decía que él estaba vivo y que Ksenia había fallecido. Con el tiempo aun la gente comenzó a tratarla con el nombre de su esposo. Aunque parecía una vagabunda loca, ayudaba a la gente y esta notó que traía suerte  y que predecía el futuro.
Fue canonizada por el Concilio local de la Iglesia ortodoxa rusa en 1988.